# Doga Kobo
Doga Kobo, Inc. (jap. 株式会社動画工房 Kabushiki-gaisha Dōga Kōbō) – japońskie studio animacji z siedzibą w tokijskiej dzielnicy Nerima, założone 11 lipca 1973 roku przez byłych członków Toei Animation – Hideo Furusawę i Megumu Ishiguro.

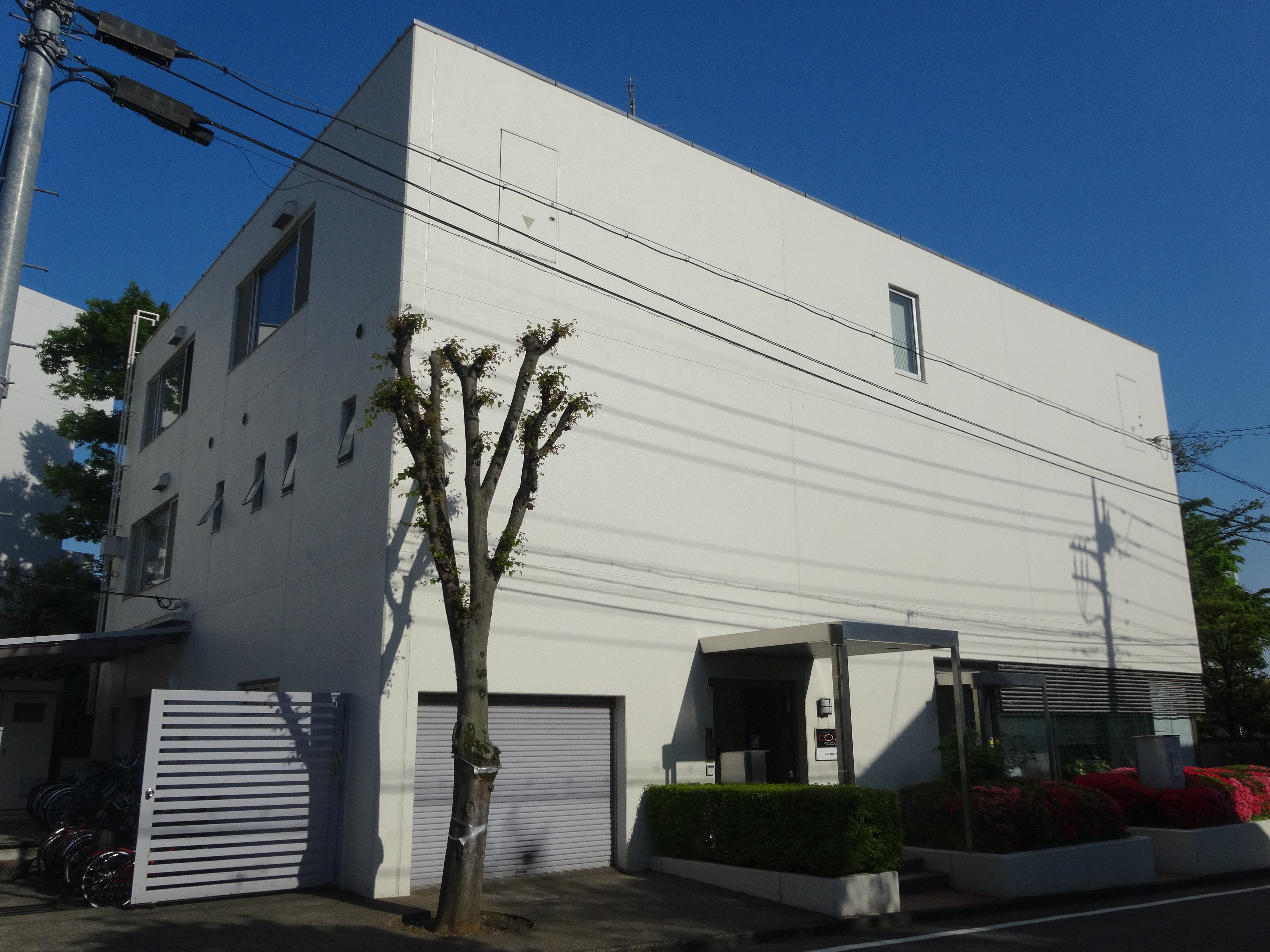
Siedziba Doga Kobo, Inc. w Tokio

Studio znane jest z takich tytułów anime jak YuruYuri, Mistrz romansu Nozaki, Plastic Memories i Himōto! Umaru-chan.

## Produkcje

### Seriale telewizyjne
| Rok  | Tytuł                                                   | Reżyser(zy)                  | Liczba odcinków | Uwagi                                                               | Przypisy |
| ---- | ------------------------------------------------------- | ---------------------------- | --------------- | ------------------------------------------------------------------- | -------- |
| 2007 | Myself; Yourself                                        | Yasuhiro Kuroda              | 13              | Na podstawie powieści wizualnej produkcji Yeti.                     |          |
| 2008 | Yakushiji Ryōko no kaiki jikenbo                        | Tarō Iwasaki                 | 13              | Na podstawie light novel autorstwa Yoshikiego Tanaki.               |          |
| 2008 | Koihime musō                                            | Nobuaki Nakanishi            | 12              | Na podstawie powieści wizualnej produkcji BaseSon.                  | [ 2 ]    |
| 2009 | Shin koihime musō                                       | Nobuaki Nakanishi            | 12              | Sequel Koihime musō.                                                |          |
| 2009 | 11 eyes                                                 | Masami Shimoda               | 12              | Na podstawie powieści wizualnej produkcji Lass.                     |          |
| 2010 | Shin koihime musō: Otome tairan                         | Nobuaki Nakanishi            | 12              | Sequel Shin koihime musō.                                           |          |
| 2011 | Hoshizora e kakaru hashi                                | Takenori Mihara              | 12              | Na podstawie powieści wizualnej produkcji Feng.                     | [ 3 ]    |
| 2011 | YuruYuri                                                | Masahiko Ōta                 | 12              | Na podstawie mangi autorstwa Namori.                                | [ 4 ]    |
| 2012 | YuruYuri♪♪                                              | Masahiko Ōta                 | 12              | Sequel YuruYuri.                                                    |          |
| 2012 | Natsuyuki Rendezvous                                    | Kō Matsuo                    | 11              | Na podstawie mangi autorstwa Haruki Kawachi.                        | [ 5 ]    |
| 2013 | Mangirl!                                                | Nobuaki Nakanishi            | 13              | Na podstawie 4-panelowej mangi autorstwa Kagari Tamaoki.            | [ 6 ]    |
| 2013 | GJ-bu                                                   | Yoshiyuki Fujiwara           | 12              | Na podstawie light novel autorstwa Shina Arakiego.                  | [ 7 ]    |
| 2013 | Ginga kikōtai Majestic Prince                           | Keitaro Motonaga             | 24              | Na podstawie mangi autorstwa Rando Ayamine. We współpracy z Orange. | [ 8 ]    |
| 2013 | Love Lab                                                | Masahiko Ōta                 | 13              | Na podstawie 4-panelowej mangi autorstwa Ruri Miyahary.             | [ 9 ]    |
| 2013 | Książę Piekieł: Devils and Realist                      | Chiaki Kon                   | 12              | Na podstawie mangi autorstwa Madoki Takadono.                       | [ 10 ]   |
| 2014 | Mikakunin de shinkōkei                                  | Yoshiyuki Fujiwara           | 12              | Na podstawie 4-panelowej mangi autorstwa Cherry Arai.               | [ 11 ]   |
| 2014 | Mistrz romansu Nozaki                                   | Mitsue Yamazaki              | 12              | Na podstawie 4-panelowej mangi autorstwa Izumi Tsubaki.             | [ 12 ]   |
| 2014 | Śmiech w chmurach                                       | Hiroshi Haraguchi            | 12              | Na podstawie mangi autorstwa Kemuri Karakary.                       | [ 13 ]   |
| 2015 | Plastic Memories                                        | Yoshiyuki Fujiwara           | 13              | Własna twórczość.                                                   | [ 14 ]   |
| 2015 | Mikagura gakuen kumikyoku                               | Tarō Iwasaki                 | 12              | Na podstawie light novel autorstwa Last Note.                       | [ 15 ]   |
| 2015 | Himōto! Umaru-chan                                      | Masahiko Ōta                 | 12              | Na podstawie mangi autorstwa Sankaku Head.                          | [ 16 ]   |
| 2015 | Hidan no Aria AA                                        | Takashi Kawabata             | 12              | Na podstawie mangi autorstwa Chūgaku Akamatsu.                      | [ 17 ]   |
| 2016 | Luck & Logic                                            | Koichi Chigira Takashi Naoya | 12              | Własna twórczość.                                                   | [ 18 ]   |
| 2016 | Sansha sanyō                                            | Yasuhiro Kimura              | 12              | Na podstawie 4-panelowej mangi autorstwa Cherry Arai.               | [ 19 ]   |
| 2016 | New Game!                                               | Yoshiyuki Fujiwara           | 12              | Na podstawie 4-panelowej mangi autorstwa Shōtarō Tokunō.            | [ 20 ]   |
| 2016 | Touken ranbu: Hanamaru                                  | Takashi Naoya                | 12              | Na podstawie gry przeglądarkowej produkcji Nitroplus.               | [ 21 ]   |
| 2017 | Gabriel DropOut                                         | Masahiko Ōta                 | 12              | Na podstawie mangi autorstwa Ukamiego.                              | [ 22 ]   |
| 2017 | Hina Logi: From Luck & Logic                            | Hiroaki Akagi                | 12              | Spin-off Luck & Logic.                                              | [ 23 ]   |
| 2017 | New Game!!                                              | Yoshiyuki Fujiwara           | 12              | Sequel New Game!.                                                   |          |
| 2017 | Himōto! Umaru-chan R                                    | Masahiko Ōta                 | 12              | Sequel Himōto! Umaru-chan.                                          |          |
| 2018 | Zoku touken ranbu: Hanamaru                             | Tomoaki Koshida              | 12              | Sequel Touken Ranbu: Hanamaru.                                      |          |
| 2018 | Tada-kun wa koi o shinai                                | Mitsue Yamazaki              | 13              | Własna twórczość.                                                   | [ 24 ]   |
| 2018 | Uchi no Maid ga uzasugiru!                              | Masahiko Ohta                | 12              | Na podstawie mangi autorstwa Kanko Nakamury.                        | [ 25 ]   |
| 2018 | Anima Yell!                                             | Masako Sato                  | 12              | Na podstawie 4-panelowej mangi autorstwa Tsukasy Unohany.           | [ 26 ]   |
| 2019 | Watashi ni tenshi ga maiorita!                          | Daisuke Hiramaki             | 12              | Na podstawie 4-panelowej mangi autorstwa Nanatsu Mukunokiego.       | [ 27 ]   |
| 2019 | Sewayaki kitsune no Senko-san                           | Tomoaki Koshida              | 12              | Na podstawie mangi autorstwa Rimukoro.                              | [ 28 ]   |
| 2019 | Dumbbell nan kilo moteru?                               | Mitsue Yamazaki              | 12              | Na podstawie mangi autorstwa Yabako Sandrovich.                     | [ 29 ]   |
| 2020 | Koisuru Asteroid                                        | Daisuke Hiramaki             | 12              | Na podstawie 4-panelowej mangi autorstwa Quro.                      | [ 30 ]   |
| 2020 | Yesterday wo utatte                                     | Yoshiyuki Fujiwara           | 12              | Na podstawie mangi autorstwa Kei Tōme.                              | [ 31 ]   |
| 2020 | Hōkago teibō nisshi                                     | Takaharu Okuma               | 12              | Na podstawie mangi autorstwa Yasuyukiego Kosaki.                    | [ 32 ]   |
| 2020 | Maōjō de oyasumi                                        | Mitsue Yamazaki              | 12              | Na podstawie mangi autorstwa Kagiji Kumanomaty.                     | [ 33 ]   |
| 2020 | Ikebukuro West Gate Park                                | Tomoaki Koshida              | 12              | Na podstawie powieści autorstwa Iry Ishidy.                         | [ 34 ]   |
| 2021 | Osananajimi ga zettai ni makenai Love Comedy            | Takashi Naoya                | 12              | Na podstawie light novel autorstwa Shūichiego Nimaru.               | [ 35 ]   |
| 2021 | Selection Project                                       | Daisuke Hiramaki             | 13              | Na podstawie projektu multimedialnego stworzonego przez Kadokawę.   | [ 36 ]   |
| 2021 | Senpai ga uzai kōhai no hanashi                         | Ryota Itō                    | 12              | Na podstawie mangi autorstwa Shiro Manty.                           | [ 37 ]   |
| 2022 | Chiikawa                                                | Takenori Mihara              | nieznana        | Na podstawie mangi autorstwa Nagano.                                | [ 38 ]   |
| 2022 | RPG fudōsan                                             | Tomoaki Koshida              | 12              | Na podstawie 4-panelowej mangi autorstwa Chiyo Kenmotsu.            | [ 39 ]   |
| 2022 | Kawaii dake ja nai Shikimori-san                        | Ryota Itō                    | 12              | Na podstawie mangi autorstwa Keigo Makiego.                         | [ 40 ]   |
| 2023 | Technoroid: Overmind                                    | Ka Hee Im                    | 12              | Na podstawie projektu multimedialnego autorstwa Noriyasu Agematsu.  | [ 41 ]   |
| 2023 | Moja gwiazda                                            | Daisuke Hiramaki             | 11              | Na podstawie mangi autorstwa Aki Akasaki.                           | [ 42 ]   |
| 2023 | Shiro seijo to kuro bokushi                             | Sumie Noro                   | 12              | Na podstawie mangi autorstwa Hazano Kazutake.                       | [ 43 ]   |
| 2024 | Yoru no kurage wa oyogenai                              | Ryohei Takeshita             | 12              | Własna twórczość.                                                   | [ 44 ]   |
| 2024 | Tokidoki bosotto roshia-go de dereru tonari no Alya-san | Ryota Itō                    | 12              | Na podstawie light novel autorstwa SunSunSun.                       | [ 45 ]   |
| 2024 | Moja gwiazda sezon 2                                    | Daisuke Hiramaki             | 13              | Sequel Mojej gwiazdy.                                               | [ 46 ]   |
| –    | Möbius Dust                                             | –                            | nieznana        | Na podstawie opowiadania autorstwa Hajime Shinagawy.                | [ 47 ]   |

### OVA/krótkie serie
| Rok       | Tytuł                                | Liczba odcinków | Uwagi                                               | Przypisy |
| --------- | ------------------------------------ | --------------- | --------------------------------------------------- | -------- |
| 1988      | Uchū kazoku Carlvinson               | 1               | Na podstawie mangi autorstwa Yoshitō Asariego.      |          |
| 2005      | Kahei no umi                         | 1               | Własna twórczość. Biografia Kaheia Takadayi.        | [ 48 ]   |
| 2006      | Memories Off 5: Togireta Film        | 1               | Na podstawie powieści wizualnej.                    | [ 49 ]   |
| 2009      | Shin koihime musō LIVE Revolution    | 1               |                                                     |          |
| 2010      | 11eyes                               | 1               |                                                     | [ 50 ]   |
| 2011      | Hoshizora e kakaru hashi             | 1               |                                                     | [ 51 ]   |
| 2013      | Lovely Movie: Itoshi no Muco         | 20              | Na podstawie mangi autorstwa Takayukiego Mizushiny. |          |
| 2014      | GJ-bu@                               | 1               |                                                     | [ 52 ]   |
| 2014      | Lovely Movie: Itoshi no Muco sezon 2 | 22              | Sequel Lovely Movie: Itoshi no Muco.                |          |
| 2014–2015 | Mistrz romansu Nozaki                | 6               |                                                     | [ 53 ]   |
| 2015–2017 | Himōto! Umaru-chan                   | 2               |                                                     | [ 54 ]   |
| 2019      | Uchi no Maid ga uzasugiru!           | 1               |                                                     | [ 55 ]   |
| 2019      | Watashi ni tenshi ga maiorita!       | 1               |                                                     | [ 56 ]   |

### Filmy
| Rok  | Tytuł                                           | Reżyser(zy)                              | Uwagi                                                         | Przypisy |
| ---- | ----------------------------------------------- | ---------------------------------------- | ------------------------------------------------------------- | -------- |
| 2017 | Touken ranbu: Hanamaru ~Makuai kaisōroku~       | –                                        | Film podsumowujący Touken ranbu: Hanamaru.                    | [ 57 ]   |
| 2022 | Toku touken ranbu: Hanamaru ~Setsugetsuka~      | Takashi Naoya Tomoaki Koshida Sumie Noro | Nowa trylogia filmowa Touken ranbu: Hanamaru.                 | [ 57 ]   |
| 2022 | Watashi ni tenshi ga maiorita! Precious Friends | Daisuke Hiramaki                         | Na podstawie 4-panelowej mangi autorstwa Nanatsu Mukunokiego. | [ 58 ]   |